# Грб Петроварадина
Петроварадин је као Слободна стрељачка компанија добио грб одлуком бечког Ратног већа 6. октобра 1751. године.
Штит је подељен у четири поља. У првом и четвртом златном пољу је царски, раскриљен црни двоглави орао. У другом, сребрном пољу је Свети Петар у плавом оделу и златном плашту, заштитник Тврђаве и целог гарнизона, који у десној, уздигнутој руци држи два кључа, док је леву ставио на прса. Треће, плаво поље представља небо са пет златних птица, симбол мира. У средини грба се налази мали црвени штит: у њему је савијена рука у оклопу са сабљом кривошијом у замаху. То је опомена на тешке ратове вођене око Тврђаве и у ближој околини.
На самом штиту се налази петолисна круна, украшена плавим и црвеним драгуљима, изнад које је рука са сабљом, надесно окренута.
На проширеној верзији овог грба са обе стране штита стоји по један војник-средњовековни ритер у оклопу са дрвеном кијачом (ћулом) у руци и српски граничар војник у плавој блузи, црвеним панталонама, жутим чизмама и шестоперим буздованом у руци. 
Грб лежи на војничким трофејима: два топа, четири заставе, један добош, два таламбаса и више топовских ђулади.